# Tuffi ai Giochi della XIX Olimpiade - Trampolino 3 metri femminile
La competizione dei tuffi dal trampolino 3 metri femminile è stata una delle quattro gare di tuffi inclusa nel programma dei Giochi della XIX Olimpiade disputati a Città del Messico nel 1968.

## Formato
La competizione è stata divisa in due fasi:
1. Preliminare (17-18 ottobre)
Le tuffatrici hanno eseguito cinque tuffi obbligatori con limiti di difficoltà e due tuffi liberi senza limiti di difficoltà. Le migliori dodici atlete hanno avuto accesso alla fase di finale.
2. Finale (18 ottobre)
Le tuffatrici hanno eseguito tre tuffi liberi senza limiti di difficoltà.

La classifica finale è stata determinata dalla somma dei punteggi del turno preliminare e della finale.

## Risultati

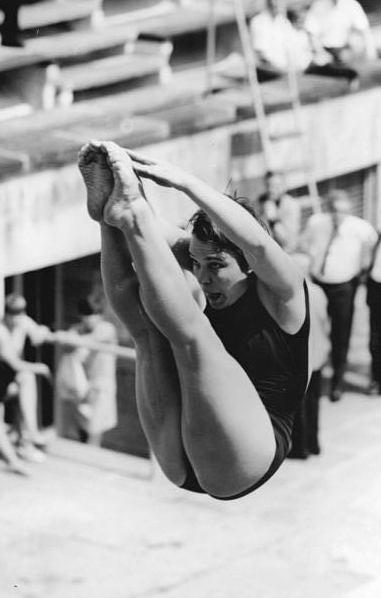
Tamara Pogosheva (URS) in gara ai Giochi olimpici del 1968.

### Preliminare
| Pos. | Atleta                | Nazione          | Tuffi | Tuffi | Tuffi | Tuffi | Tuffi | Tuffi | Tuffi | Totale |
| Pos. | Atleta                | Nazione          | 1º    | 2º    | 3º    | 4º    | 5º    | 6º    | 7º    | Totale |
| ---- | --------------------- | ---------------- | ----- | ----- | ----- | ----- | ----- | ----- | ----- | ------ |
| 1    | Micki King            | Stati Uniti      | 12,48 | 12,41 | 13,49 | 12,48 | 13,87 | 16,06 | 17,38 | 98,17  |
| 2    | Tamara Pogosheva      | Unione Sovietica | 12,48 | 13,60 | 14,06 | 12,00 | 12,92 | 17,48 | 14,96 | 97,50  |
| 3    | Sue Gossick           | Stati Uniti      | 12,00 | 12,75 | 14,25 | 11,04 | 14,06 | 16,94 | 16,28 | 97,32  |
| 4    | Keala O'Sullivan      | Stati Uniti      | 8,32  | 12,41 | 15,58 | 11,36 | 11,97 | 17,48 | 18,46 | 95,58  |
| 5    | Milena Duchková       | Cecoslovacchia   | 10,56 | 11,90 | 13,68 | 9,44  | 13,30 | 17,28 | 15,41 | 91,57  |
| 6    | Ingrid Krämer         | Germania Est     | 9,92  | 12,58 | 13,11 | 10,88 | 13,49 | 15,18 | 15,40 | 90,56  |
| 7    | Yelena Anokhina       | Unione Sovietica | 10,72 | 12,41 | 11,78 | 11,36 | 13,49 | 15,18 | 15,41 | 90,35  |
| 8    | Vera Baklanova        | Unione Sovietica | 10,88 | 11,05 | 12,54 | 11,04 | 12,54 | 13,80 | 17,04 | 88,89  |
| 9    | Elżbieta Wierniuk     | Polonia          | 10,72 | 11,39 | 13,68 | 10,08 | 12,73 | 14,30 | 14,72 | 87,62  |
| 10   | Beverly Boys          | Canada           | 12,00 | 11,39 | 12,35 | 10,88 | 11,02 | 15,36 | 13,86 | 86,86  |
| 11   | Angelika Hilbert      | Germania Ovest   | 10,56 | 12,92 | 12,73 | 10,72 | 14,06 | 14,08 | 11,76 | 86,83  |
| 12   | Kathleen Rowlatt      | Gran Bretagna    | 10,72 | 11,56 | 11,40 | 9,60  | 9,50  | 14,26 | 16,08 | 83,12  |
| 13   | Nancy Robertson       | Canada           | 9,92  | 12,07 | 12,92 | 9,92  | 10,26 | 13,92 | 13,20 | 82,21  |
| 14   | Tarja Liljeström      | Finlandia        | 10,56 | 10,71 | 11,78 | 9,92  | 9,69  | 14,74 | 14,40 | 81,80  |
| 15   | Robyn Bradshaw        | Australia        | 7,84  | 10,37 | 11,02 | 10,56 | 13,11 | 13,64 | 15,12 | 81,66  |
| 16   | Eljo Kuiler           | Paesi Bassi      | 9,60  | 10,37 | 11,40 | 9,28  | 12,35 | 14,07 | 13,86 | 80,93  |
| 17   | Bertha Baraldi        | Messico          | 7,20  | 11,56 | 12,35 | 9,60  | 11,59 | 12,81 | 15,36 | 80,47  |
| 18   | Mariët Dommers        | Paesi Bassi      | 5,44  | 11,05 | 9,31  | 11,20 | 12,92 | 14,52 | 14,88 | 79,32  |
| 19   | Ingeborg Pertmayr     | Austria          | 10,24 | 10,37 | 10,07 | 9,92  | 11,97 | 12,65 | 13,86 | 79,08  |
| 20   | Bogusława Pietkiewicz | Polonia          | 9,44  | 11,56 | 11,78 | 9,12  | 11,97 | 8,51  | 14,07 | 76,45  |
| 21   | Park Jeong-Ja         | Corea del Sud    | 9,44  | 11,22 | 11,59 | 6,24  | 12,16 | 15,18 | 7,70  | 73,53  |
| 22   | Martha Manzano        | Colombia         | 8,64  | 9,01  | 6,84  | 5,76  | 10,07 | 12,60 | 10,20 | 63,12  |
| -    | Keiko Osaki           | Giappone         |       |       |       |       |       |       |       |        |

### Finale
| Pos.    | Atleta            | Nazione          | Prelim. | Tuffi | Tuffi | Tuffi | Totale |
| Pos.    | Atleta            | 1º               | Prelim. | 2º    | 3º    |       | Totale |
| ------- | ----------------- | ---------------- | ------- | ----- | ----- | ----- | ------ |
| Oro     | Sue Gossick       | Stati Uniti      | 97,32   | 16,79 | 17,68 | 18,98 | 150,77 |
| Argento | Tamara Pogosheva  | Unione Sovietica | 97,50   | 10,80 | 16,72 | 20,28 | 145,30 |
| Bronzo  | Keala O'Sullivan  | Stati Uniti      | 95,58   | 14,85 | 17,42 | 17,38 | 145,23 |
| 4       | Micki King        | Stati Uniti      | 98,17   | 16,33 | 15,08 | 7,80  | 137,38 |
| 5       | Ingrid Krämer     | Germania Est     | 90,56   | 14,74 | 17,52 | 13,00 | 135,82 |
| 6       | Vera Baklanova    | Unione Sovietica | 88,89   | 14,96 | 14,30 | 14,16 | 132,31 |
| 7       | Beverly Boys      | Canada           | 86,86   | 14,07 | 15,08 | 14,30 | 130,31 |
| 8       | Yelena Anokhina   | Unione Sovietica | 90,35   | 12,98 | 12,24 | 13,60 | 129,17 |
| 9       | Angelika Hilbert  | Germania Ovest   | 86,83   | 14,72 | 14,52 | 12,76 | 128,83 |
| 10      | Milena Duchková   | Cecoslovacchia   | 91,57   | 16,50 | 7,68  | 12,10 | 127,85 |
| 11      | Elżbieta Wierniuk | Polonia          | 87,62   | 13,20 | 9,12  | 12,48 | 122,42 |
| 12      | Kathleen Rowlatt  | Gran Bretagna    | 83,12   | 14,74 | 9,90  | 14,40 | 122,16 |